# 범아랍색

아랍 혁명의 깃발

범아랍색은 아랍 세계 국가의 국기에 쓰이는 빨강, 검정, 하양, 녹색의 네 가지 색을 말한다. 오스만 제국 시절의 아랍 혁명에서 썼던 기의 색에서 왔다. 이집트와 예멘의 국기에는 빨강, 검정, 하양 세 가지 색만이 쓰이고 서사하라, 수단, 시리아, 아랍에미리트, 요르단, 이라크, 쿠웨이트, 팔레스타인의 국기에는 녹색을 포함하여 네 가지 색이 모두 사용된다.
검은색은 무함마드와 정통 칼리파 시대의 기에서 사용되었고, 흰색은 우마이야 왕조, 녹색은 파티마 왕조, 빨간색은 카와리지파의 기에서 사용되었다.

## 범아랍색 국기

리비아
서사하라
소말릴란드
수단
시리아
아랍에미리트
예멘
요르단
이집트
이라크
쿠웨이트
팔레스타인

## 범아랍색 국기를 사용했던 옛 나라

아랍 공화국 연방(이집트(1972–1984), 시리아(1972–1980), 리비아(1972–1977))
리비아(1969–1972)
리비아(1972–1977)
리비아 아랍 자마히리야(1977–2011)
이라크 왕국(1921–1959)
이라크(1959–1963)
이라크(1963–1991), 시리아(1963–1972)
이라크(1991–2004)
시리아(1932–1958, 1961–1963)
아랍 연합 공화국 (1958–1961)
예만 아랍 공화국 (1962–1990)
예멘 인민 민주 공화국 (1945–1990)
헤자즈 왕국 (1917–1920)
헤자즈 왕국 (1920–1926)
네지드-헤자즈 왕국 (1926–1932)

## 그 밖의 기

남수단 (범아프리카색 참고)
안달루시아 지방

## 같이 보기
- 범슬라브색
- 범아프리카색
- 범이란색